# O.Ö. Energiesparverband
Der Energiesparverband Oberösterreich des Landes Oberösterreich fördert den effizienten und umweltschonenden Energieeinsatz. Mit mehr als 10.000 jährlichen Energieberatungen für Privathaushalte, Unternehmen und Gemeinden und in Summe etwa 75 Mitarbeitern und Beratern ist er einer der größten derartigen öffentlichen Beratungseinrichtungen in ganz Europa.

## Aufgaben und Zielsetzung
Der Verband ist eine Anfang der 1990er Jahre vom Land Oberösterreich als Verband gegründete regionale Energieagentur mit internationalen Aufgaben mit dem Ziel, Energieeffizienz und erneuerbare Energieträger sowie innovative Energietechnologien zu fördern. Er ist die zentrale Anlaufstelle für Energieinformation und einer der größten Anbieter von produktunabhängiger Energieberatung und Energieinformation in ganz Europa.
Er ist auch verantwortlich für das Cluster-Management des Ökoenergie-Cluster Oberösterreich.
Weiters ist er Kontaktadresse für Förderungen und Energiefragen in Oberösterreich und der Veranstalter der World Sustainable Energy Days, der größten jährlich stattfindenden Ökoenergie-Konferenz in Europa. Er vergibt den Landesenergiepreis Energie STAR.
Mit jährlich tausenden Beratungen im Haushalts-, Gewerbe- und Industriebereich ist er inzwischen eine der größten europäischen Beratungsinstitutionen für Endverbraucher im Energiebereich. Es wird sowohl für Privathaushalte, Gewerbe/Industrie als auch öffentliche Einrichtungen Energieberatung angeboten.
Geschäftsführer ist der österreichische Energieeffizienz- und Ökoenergie-Experte Gerhard Dell, seine Stellvertreterin ist Christiane Egger. Obmann ist Markus Achleitner, seine Stellvertreter sind Manfred Haimbuchner und Stefan Kaineder.

### Ziele
- Förderung des effizienten und umweltschonenden Energieeinsatzes (Energieeinsparung, Umweltverträglichkeit)
- Nutzung neuer Energietechnologien
- Nutzung heimischer, erneuerbarer Energieträger
- Aus- und Weiterbildung (Veranstaltungen)
- Europäische und internationale Projekte

### Zielgruppen und Partner
- Private Haushalte
- Gemeinden und Bezirke
- Die öffentliche Verwaltung auf Landes-, Bundes- und EU-Ebene
- Gewerbe und Industrie
- Energieversorgungsunternehmen
- Interessenvertretungen
- Energieberatungseinrichtungen